# Broń zaczepna
Broń zaczepna – wszystkie rodzaje i typy broni służące do rażenia przeciwnika na odległość lub w walce wręcz. Dzieli się na:
- broń białą – do walki wręcz
- broń miotającą (w tym przede wszystkim broń palną) – do walki na dystans.

Do broni zaczepnych zalicza się także broń masowego rażenia i broń rakietową.